# Kaiyuhkhotana
Kaiyuhkhotana, Kaiyuhkhotana su najzapadnije pleme Athapascana na Aljaski, koje živi na obalama Yukona r. između Anvika i Koyukuka rs. Oni su istisnuti u w. dio svog starog staništa od strane Eskima. Otkako su neprijateljstva između njih i Eskima prestala, asimilirali su se s Eskimima, prihvatili prehranu ribom i razlikovali se od svih svojih srodnika po stjecanju naklonosti prema ulju. Pleme se od svojih susjeda razlikuje i po svom jeziku, jer ne mogu razgovarati s Kutchinima. Najjužnija naselja preživljavaju uglavnom od ribolova i trgovine. Suše ribu i vrlo su vješti u izradi drvene robe i jakih kanua od breze. Oni iz gornjeg Yukona, Shageluka i Kuskokwima kombiniraju lov s ovim zanimanjima. Kaiyuhkhotana grade stalna sela koja ponekad napuštaju tijekom ljeta. Špicaste lovačke košulje koje su se prije nosile uglavnom je zamijenjena odjećom bijelaca. Čini se da nisu usvojili totemski sustav i slijede eskimski običaj priređivanja složenih gozbi. Zagoskin je 1844. procijenio njihovu populaciju na 923. Petroff (10. popis stanovništva, Aljaska, 1884.) dao je njihov broj od 805 na Yukonu i 148 na Kuskokwimu. Allen (Izvještaj o Aljaski, 1887.) je dao oko 1300 stanovnika. Jedanaesti popis stanovništva (158, 1893) daje 753 stanovnika okruga Yukon i 386 stanovnika Kuskokvima; ukupno, 1139. Sljedeća su sela Kaiyuhkhotana, osim onih iz divizije Jugelnute: Anvik, Chagvagchat, Chinik, Iktigalik, Innoka, Ivan, Kagokakat, Kaiakak, Kaltag, Khaigamute, Khogoltlinde, Khulikakat, Khunanilinde, Klamaskwaltin, Koserefski, Kunkhogliak, Kutul, Lofka, Nulato, Nunakhtagamut, Paltchikatno, Taguta, Tanakot, Terentief, Tigshelde, Tutago, Ulukakhotana i Wolasatux. Lokalne jedinice bile su Ingalik, Inkalich, Jugelnute, Kaiyuhkhotana (uža skupina), Nulato, Takaiak, Tlegonkhotana, Taiyanyanokhotana i Ulukakhotana.
Kaiyuhkhotana u užem smislu su dio Kaiyuhkhotana, koji živi na rijeci Kaiyuh. Njihovo selo je bilo Kutul.
Sela:
| Swanton - Anilukhtakpak, na rijeci Innoko. - Chinik, rijeka Yukon. - Iktigalik, rijeka Unalaklik. - Innoka, rijeka Tlegon. - Ivan, između rijeka Unalaklik i Yukon. - Kagokakat (Kagogagat), n. obala Yukona, kod ušća Medicine Creeka. - Kaiakak, w. obala Yukona. - Kaltag, lijeva obala Yukona. - Khogoltlinde, Yukon. - Khulikakat, Yukon. - Klamaskwaltin, n. obala Yukona River kod ušća Kaiyuh Rivera. - Kunkhogliak, Yukon. - Kutul, Yukon. - Lofka, w. obala Yukona. - Nulato, n obala Yukona River oko 100 milja od Norton Sounda. - Taguta, n. obala Yukon River 15 milja niže od ušća Kaiyuha. - Takaiak, e. od Yukonam blizu Nulato. - Talitui, Tlegon River. - Tanakot, desna obala Yukona kod ušća Melozi Rivera. - Terentief, na Yukonu, niže od Koyukuk Rivera. - Tutago, na Yukon Riveru kod ušća Auto Rivera. - Wolasatux, yukon. | Hodge - Anvik - Chagwagchat - Chinik - Iktigalik - Innoka - Ivan - Kagokakat - Kaiakak - Kaltag - Khaigamute - Khogoltlinde - Khulikakat - Khunanilinde - Klamaskwaltin - Koserefski - Kunkhogliak - Kutul - Lofka - Nulato - Nunakhtagamut - Paltchikatno - Taguta - Tanakot - Terentief - Tigshelde - Tutago - Ulukakhotana - Wolasatux |